# Mike Williams (zpěvák)
Mike Williams (* 14. dubna 1968, High Point, Severní Karolína, USA jako Michael D. Williams) je americký zpěvák a textař. Nejvíce se proslavil jako zpěvák sludge metalové kapely Eyehategod založené v New Orleans. Williams je bývalý pomocný redaktor heavy metalového časopisu Metal Maniacs a pracoval také na dalších projektech.

## Eyehategod
Williams byl pozván, aby se připojil k Eyehategod Jimmym Bowerem v roce 1988. Pro nahrávání Dopesicku, třetího alba Eyehategod, Williams prošel několika problémy. V té době žil v Clinton Hill v Brooklynu v New Yorku, takže musel často cestovat mezi New Orleans a New Yorkem kvůli nahrávání, které se konalo v Side One Studios. Pokusil se nahrát zvuk rozbití skla pro úvod do alba rozbitím láhve na podlaze studia. Během toho Williams špatně sekl rukou a krvácel po celé podlaze studia. Jeden z členů kapely poté rozmazal v krvi slova „Peklo“ a „Smrt prasatům“. Majitel studia údajně zavolal Century Media, aby se zeptal, jestli je skupina šílená, a vyhrožoval, že je kvůli tomu vyhodí.

### Role v kapele
Texty a témata kapely jsou zcela koncipovány Williamsem. Vždy má připravené texty, takže když mu ostatní členové kapely pošlou písničky, a on se jen rozhodne, jaké texty pro jakou skladbu chce. Jeho texty se nikdy nesnaží nic vykreslit, nikdy k nim není připojen žádný příběh. Někdy pracuje s hudební atmosférou vytvořenou jeho kolegy v Eyehategod.

## Další projekty
Během prvních let jako člen Eyehategod byl Williams ve dvou dalších kapelách. Drip, sludge metalová kapela, kterou měl s kolegy z Eyehategod Bowerem a Brian Pattonem a Crawlspace. V roce 2006 založil hardcore punkovou kapelu spolu s Philem Anselmem jménem Arson Anthem. Je zde rovněž zpěvák kapely. Williams uvedl v roce 2008, že jeho touhou s touto kapelou je, aby přiměla lidi prozkoumat raný hardcore punk, co poslouchal, když neměl žádnou odpovědnost a jezdil na svém skateboardu. Spolu se všemi členy Eyehategod kromě Jimmyho Bowera založil Outlaw Order, další sludge metalovou kapelu kde také zpívá. Formace Outlaw Order vznikla jako reakce na Bowerovou zatížení ve skupině Down. V roce 2005 vyšla Williamsova první kniha - Cancer as a Social Activity. Kniha obsahuje staré texty a části koláží, které Williams sestavil pro Eyehategod a které se datují až do roku 1988, stejně jako nevydané věci, napsané během období dvou nebo tří let před vydáním knihy. Kniha také ukazuje historii Eyehategod. Většinou to bylo napsáno v New Orleans a New Yorku, ale existují i části, které byly napsány, když cestoval. Na začátku roku 2013 vznikla formace Corrections House, experimental/industrial metalový projekt zahrnující Williamse a členy formací Neurosis, Nachtmystium či Yakuza.

## Hurikán Katrina a vězení
Když 29. srpna 2005 hurikán Katrina zasáhl New Orleans, Williams byl ve svém domě v Lower Garden District se svou tehdejší přítelkyní. Asi osm hodin po začátku bouře vypadl proud. Poslechem rádiových hlášení napájených z baterií dokázali zjistit, že situace v New Orleans je docela špatná. Poté, co hurikán prošel, voda v sousedství Williamse ustoupila. V této době se v oblasti rozšířilo násilí a kriminalita a policie nemohla obyvatelům pomoci. V knize Raising Hell: Backstage Tales from the Lives of Metal Legends z roku 2020 Williams uvedl, že po hurikánu vyplenil lékárnu a „byl zatčen o tři dny později“.
Uvnitř domu zaslechli výstřely a najednou, po opuštění bytu, byla Williamsova partnerka konfrontována osobou, která se ji pokusila okrást. Williams zasáhl. Aby unikli násilí, Williams a jeho partnerka spali v bytě jejich přítele. Následujícího rána si půjčili auto a odcestovali do Morgan City v Louisianě , kde Williams dostal zprávu, že jeho dům vyhořel. Zarezervovali si hotelový pokoj v Morgan City. Osoba, která je obsloužila, očividně viděla, že jsou z New Orleans, protože museli předložit svůj doklad totožnosti ; z neznámých důvodů tato osoba kontaktovala policii. Policisté vešli do Williamsova pokoje a zatkli ho.
Williams byl poté usvědčen z držení drog a uvězněn. Kauce byla stanovena na $150 000, kterou si Williams nemohl dovolit. S pomocí svého právníka Williams požádal o snížení dluhopisů, které soud zamítl s odůvodněním, že Williams je hrozbou pro společnost. Williams měl v té době úzkost, protože jeho přátelé a spolupracovníci nevěděli, že je ve vězení. Byl vytvořen fond na pomoc osvobození Williamse a jeho spoluhráči vyzývali fanoušky, aby mu poslali dopisy, když byl ve vězení. Později Phil Anselmo zaplatil kauci za to, aby byl Williams propuštěn. Po svém propuštění strávil Williams několik měsíců v Anselmově domě a při té příležitosti založili skupinu Arson Anthem.

## Osobní život
Narodil se v High Point v Severní Karolíně. Jeho rodiče zemřeli, když byl ještě dítě. V 15 letech odešel z domova. Po většinu svého života žil v New Orleans v Louisianě, ale nějaký čas žil také v New Yorku. Vždy trpěl astmatem. Působil jako pomocný redaktor v časopise Metal Maniacs.

### Drogová závislost
Williams bojoval s drogovou závislostí před hurikánem Katrina. V době, kdy hurikán zasáhl, přestal užívat heroin a byl v metadonovém programu. Během pobytu ve vězení látku nedostal, takže nemohl spát asi sedm dní. Šest dní nejedl, jen namočil chléb z oběda do vody a polkl ho, protože věděl, že musí něco sníst. Poté už nebyl závislý na opiátech. Jimmy Bower v rozhovoru uvedl, že ho Mike inspiroval, aby také skončil s opiáty.

## Diskografie

### Eyehategod
- In the Name of Suffering (1990)
- Take as Needed for Pain (1993)
- Dopesick (1996)
- Confederacy of Ruined Lives (2000)
- Eyehategod (2014)

### Outlaw Order
- Legalize Crime (EP, 2003)
- Dragging Down the Enforcer (2008)

### Arson Anthem
- Arson Anthem (EP, 2008)
- Insecurity Notoriety (2010)

### Corrections House
- Last City Zero (2013)
- Writing History in Advance (Live, 2014)
- Know How to Carry a Whip (2015)